# Jorge Giacinti
Jorge Giacinti   (Almafuerte, 21 de juny de 1974) és un exciclista argentí professional. Del seu palmarès desataquen dos Campionats nacionals en ruta.

## Palmarès
- 1997
  -  Campionat de l'Argentina en ruta
- 1998
  - 1r a la Volta a Uruguai
- 1999
  -  Campionat de l'Argentina en ruta
- 2001
  - 1r a la Volta Líder al Sur
- 2004
  - 1r a la Volta a Uruguai
  - Vencedor d'una etapa de la Volta a Rio de Janeiro
- 2005
  - 1r a la Volta a l'Estat de São Paulo i vencedor d'una etapa
  - 1r a la Volta a Porto Alegre i vencedor d'una etapa
- 2006
  - Vencedor d'una etapa de la Volta per un Xile Líder
- 2007
  - 1r al Tour de San Luis i vencedor d'una etapa
  - 1r a la Volta per un Xile Líder[2]
  - 1r a la Volta a Perú i vencedor de 5 etapes
- 2008
  - Vencedor d'una etapa de la Volta a Uruguai
- 2009
  - Vencedor d'una etapa del Tour de San Luis
  - Vencedor d'una etapa del Giro del Sol San Juan
- 2010
  - Vencedor d'una etapa del Giro a l'Interior de São Paulo
  - Vencedor d'una etapa del Tour del Paranà
- 2011
  - Vencedor d'una etapa de la Volta a Xile[3]
- 2012
  - Vencedor d'una etapa del Giro del Sol San Juan
- 2013
  - Vencedor d'una etapa del Giro del Sol San Juan